# Wallerstein
Pour les articles homonymes, voir Wallerstein (homonymie).

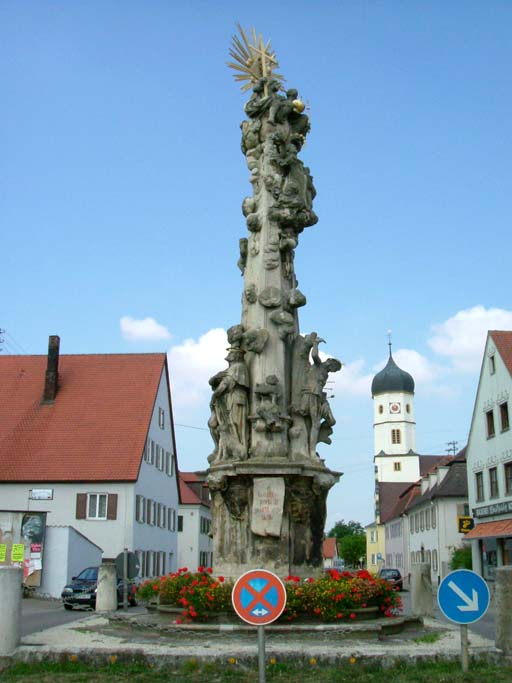
Colonne de peste de Wallerstein

Wallerstein est une commune d'Allemagne en Souabe (Bavière) dans l'arrondissement de Danube-Ries, sur la Route Romantique.
Wallerstein est situé au cœur de la zone de Ries et a été marquée dans son histoire comme le siège de la famille des princes d'Oettingen-Wallerstein. La célèbre colonne de peste ou de la Trinité et l'église de paroisse Saint-Alban sont les principales attractions avec le « château neuf » et son parc.

## Personnalités liées à la commune
- Yom-Tov Lipman ben Nathan HaLevi Heller : rabbin et talmudiste (1578-1654).
- Ignaz von Beecke : compositeur (1733-1803).